# Lijst van vlaggen van Zwitserse kantons
Dit artikel bevat een lijst van vlaggen van Zwitserse kantons. Zwitserland bestaat sinds 1999 uit 26 kantons, met daarbij de halfkantons, en deze hebben telkens een eigen vlag. Net zoals de Zwitserse vlag zijn ook de kantonnale vlaggen vierkant. Meestal lijken zij veel op het wapen van het betreffende kanton. Deze tabel toont de kantons in de volgorde zoals opgenomen in de Zwitserse Grondwet.
| kaart | kanton                 | vlag | artikel over de vlag            | ratio | sinds |
| ----- | ---------------------- | ---- | ------------------------------- | ----- | ----- |
|       | Zürich                 |      | Vlag van Zürich                 | 1:1   | 1351  |
|       | Bern                   |      | Vlag van Bern                   | 1:1   | 1353  |
|       | Luzern                 |      | Vlag van Luzern                 | 1:1   | 1332  |
|       | Uri                    |      | Vlag van Uri                    | 1:1   | 1291  |
|       | Schwyz                 |      | Vlag van Schwyz                 | 1:1   | 1291  |
|       | Obwalden               |      | Vlag van Obwalden               | 1:1   | 1291  |
|       | Nidwalden              |      | Vlag van Nidwalden              | 1:1   | 1291  |
|       | Glarus                 |      | Vlag van Glarus                 | 1:1   | 1352  |
|       | Zug                    |      | Vlag van Zug                    | 1:1   | 1352  |
|       | Fribourg               |      | Vlag van Fribourg               | 1:1   | 1481  |
|       | Solothurn              |      | Vlag van Solothurn              | 1:1   | 1481  |
|       | Basel-Stadt            |      | Vlag van Basel-Stadt            | 1:1   | 1501  |
|       | Basel-Landschaft       |      | Vlag van Basel-Landschaft       | 1:1   | 1501  |
|       | Schaffhausen           |      | Vlag van Schaffhausen           | 1:1   | 1501  |
|       | Appenzell Ausserrhoden |      | Vlag van Appenzell Ausserrhoden | 1:1   | 1513  |
|       | Appenzell Innerrhoden  |      | Vlag van Appenzell Innerrhoden  | 1:1   | 1513  |
|       | Sankt Gallen           |      | Vlag van Sankt Gallen           | 1:1   | 1803  |
|       | Graubünden             |      | Vlag van Graubünden             | 1:1   | 1803  |
|       | Aargau                 |      | Vlag van Aargau                 | 1:1   | 1803  |
|       | Thurgau                |      | Vlag van Thurgau                | 1:1   | 1803  |
|       | Ticino                 |      | Vlag van Ticino                 | 1:1   | 1803  |
|       | Vaud                   |      | Vlag van Vaud                   | 1:1   | 1803  |
|       | Wallis                 |      | Vlag van Wallis                 | 1:1   | 1815  |
|       | Neuchâtel              |      | Vlag van Neuchâtel              | 1:1   | 1815  |
|       | Genève                 |      | Vlag van Genève                 | 1:1   | 1815  |
|       | Jura                   |      | Vlag van Jura                   | 1:1   | 1979  |

Albanië · Andorra · Argentinië · Australië · Bahrein · België · Bolivia · Bosnië en Herzegovina · Brazilië · Bulgarije · Canada · Chili · China · Colombia · Comoren · Costa Rica · Denemarken · Dominicaanse Republiek · Duitsland · Ecuador · Egypte · El Salvador · Estland · Ethiopië · Filipijnen · Finland · Frankrijk · Gabon · Georgië · Ghana · Griekenland · Guatemala · Guyana · Honduras · Hongarije · Ierland · India · Indonesië · Irak · Italië · Japan · Kazachstan · Kenia · Kirgizië · Koeweit · Kroatië · Liberia · Litouwen · Maleisië · Marshalleilanden · Mexico · Micronesië · Moldavië · Mongolië · Myanmar · Nederland · Nicaragua · Nieuw-Zeeland · Nigeria · Noorwegen · Oeganda · Oekraïne · Oostenrijk · Pakistan · Palau · Panama · Papoea-Nieuw-Guinea · Paraguay · Peru · Polen · Portugal · Roemenië · Rusland · Salomonseilanden · Sao Tomé en Principe · Servië · Slowakije · Soedan · Somalië · Spanje · Sri Lanka · Suriname · Tanzania · Thailand · Trinidad en Tobago · Tsjechië · Uruguay · Vanuatu · Venezuela · Verenigd Koninkrijk · Verenigde Arabische Emiraten · Verenigde Staten · Wit-Rusland · Zuid-Afrika · Zuid-Korea · Zuid-Soedan · Zweden · Zwitserland
Historisch: Joegoslavië · Oostenrijk-Hongarije · Sovjet-Unie
Zie ook: Vlaggenlijsten per land · Vlaggen van afhankelijke gebieden · Vlaggen van gemeenten (per land)